# 413 a.C.

## Eventos

### Ocidente
- Falha o ataque ateniense à Sicília.
- Espartanos capturam Deceleia, na Ática.
- Arquelau I sucede Pérdicas II como rei da Macedônia.
- Aulo Cornélio Cosso, pela segunda vez, e Lúcio Fúrio Medulino, cônsules romanos.

### ÁsiaOcidental
- Tissafernes torna-se uma sátrapa da Ásia Menor.

## Mortes
- Nícias, general ateniense durante a Guerra do Peloponeso, morto por Siracusa.
- Pérdicas II, rei da Macedônia